# Battaglia di Columbus (1865)
La battaglia di Columbus fu combattuta il 16 aprile 1865 durante la guerra di secessione americana, e fu uno degli ultimi scontri armati tra nordisti e sudisti.
Gli Stati Confederati d'America, ormai al collasso, all'inizio del 1865 furono definitivamente invasi dalle truppe nordiste, e importanti spedizioni penetrarono nel Profondo Sud battendo le resistenze locali. I generali Howell Cobb e Robert Toombs provarono a fermare l'avanzata di James H. Wilson al confine tra Alabama e Georgia, ma senza successo, e pochi giorni dopo si arresero.

## Preludio
Tra il 1864 e il 1865 la pressione dell'esercito nordista si fece sempre più sentire sul Sud, e presto divenne chiaro che era solo questione di tempo prima del crollo della Confederazione. Già alla fine del 1864 era avvenuta la marcia di Sherman verso il mare, evidenziando come i sudisti non fossero più in grado di difendere i propri territori. All'inizio del 1865, quindi, il generale nordista James H. Wilson organizzò una nuova spedizione per devastare il Sud. Partito col proprio esercito di 13 000 uomini, per la maggior parte cavalleggeri, dal Tennessee invase l'Alabama e inflisse un'importante sconfitta ai sudisti nella battaglia di Selma. Il 12 aprile occupò Montgomery, capoluogo dell'Alabama e prima capitale della Confederazione, e poi si diresse verso la città di Columbus, al confine con la Georgia. Columbus, presidiata dai generali sudisti Howell Cobb e Robert Toombs, era uno degli ultimi poli commerciali e manifatturieri rimasti al Sud, e la sua perdita avrebbe seriamente minato la residua capacità sudista di combattere.

## La battaglia
Il 16 aprile Wilson attaccò la città di Girard, prospiciente a Columbus appena oltre il fiume Chattahoochee, che segnava anche il confine tra Georgia e Alabama. Le truppe sudiste presenti resistettero brevemente e poi fuggirono oltre il fiume, bruciando alcuni ponti che collegavano le due città, ma mantenendo intatti due ponti coperti, di cui uno che reggeva la ferrovia. I cannoni confederati riuscirono temporaneamente a fermare l'avanzata nordista, e il generale Toombs ritenne che l'attacco nemico non sarebbe giunto prima del giorno successivo.
Dopo il tramonto tuttavia il generale nordista Emory Upton ordinò un'offensiva generale, e cominciarono furiosi combattimenti per il possesso dei ponti di Columbus. La battaglia fu breve, e lo schieramento sudista, colto di sorpresa, cedette di schianto: buona parte dei confederati si arrese, mentre Cobb e Toombs si ritirarono in fretta verso Macon, dove qualche giorno più tardi si arresero a loro volta.

## Conseguenze
La caduta di Columbus segnò la fine del controllo confederato sulla Georgia. Di lì a poco Atlanta fu occupata, e lo stesso presidente confederato Jefferson Davis fu catturato mentre si nascondeva proprio in Georgia. Di fatto la guerra di secessione era già terminata da alcuni giorni, ma la notizia delle rese dei principali comandanti sudisti Robert E. Lee e Joseph E. Johnston tardò di alcuni giorni o in certi casi settimane, ingenerarando ulteriori scontri, come appunto la battaglia di Columbus (combattuta una settimana più tardi della resa di Appomattox).